# Puerto de Navacerrada

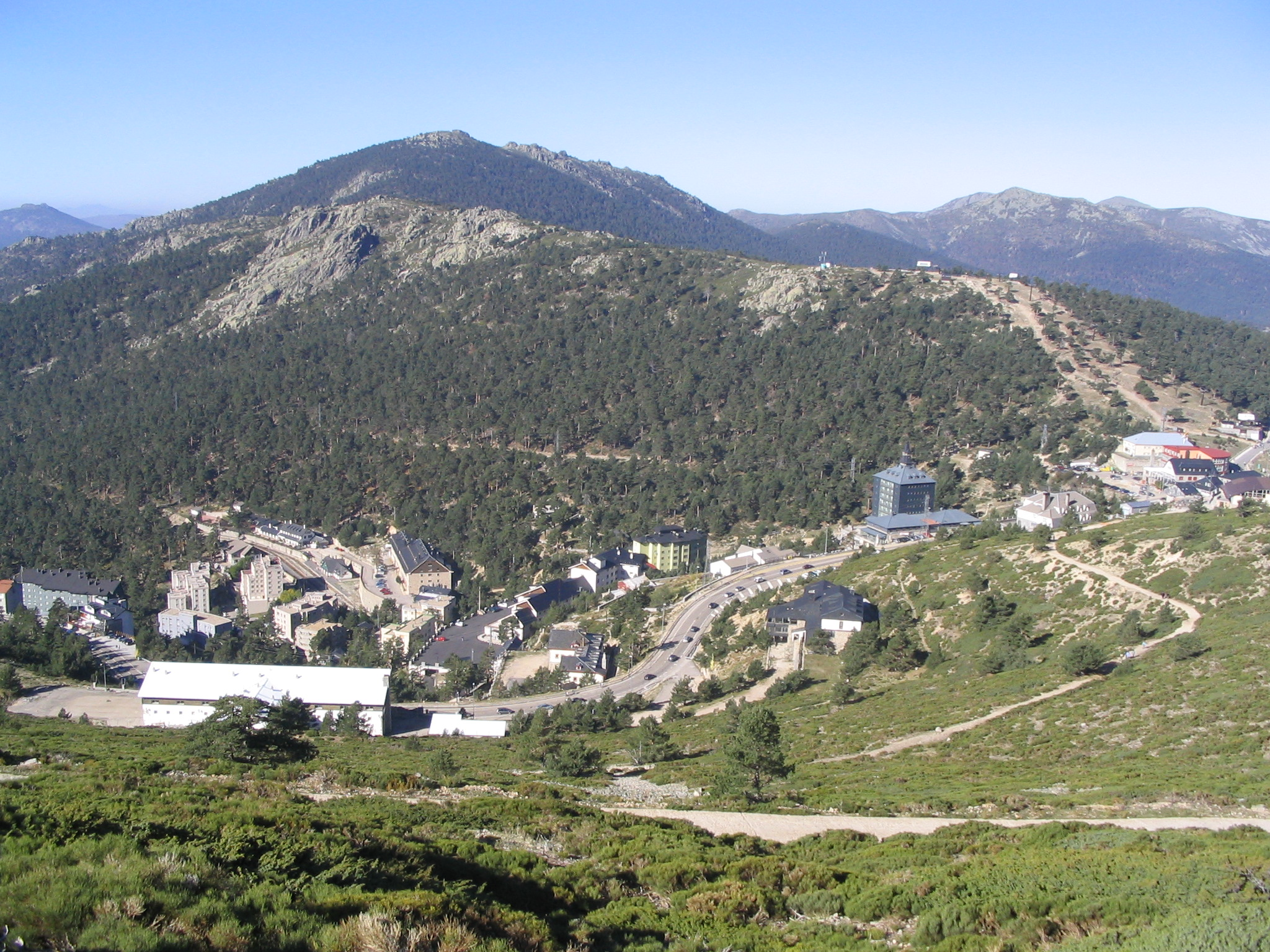
Puerto de Navacerrada in ottobre. Sullo sfondo i Siete Picos ed il Montón de Trigo.

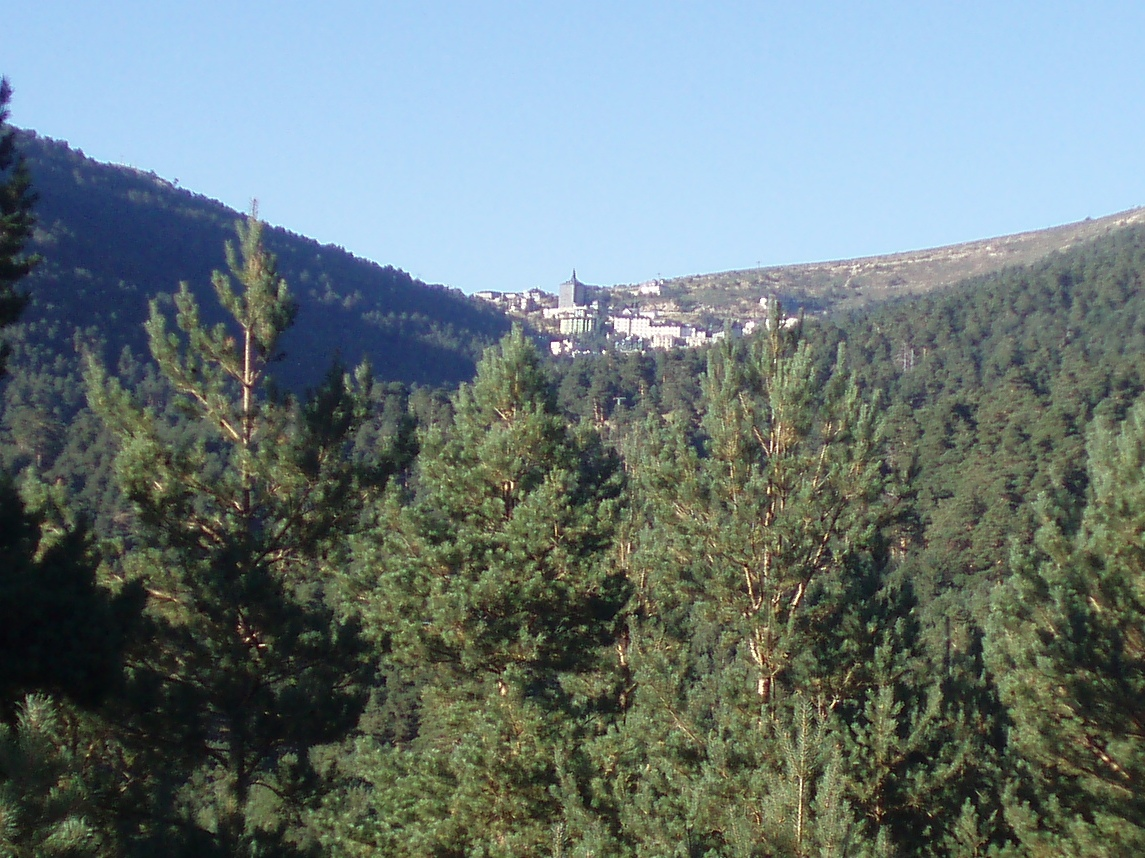
Puerto de Navacerrada visto dalla valle de Navalmedio.

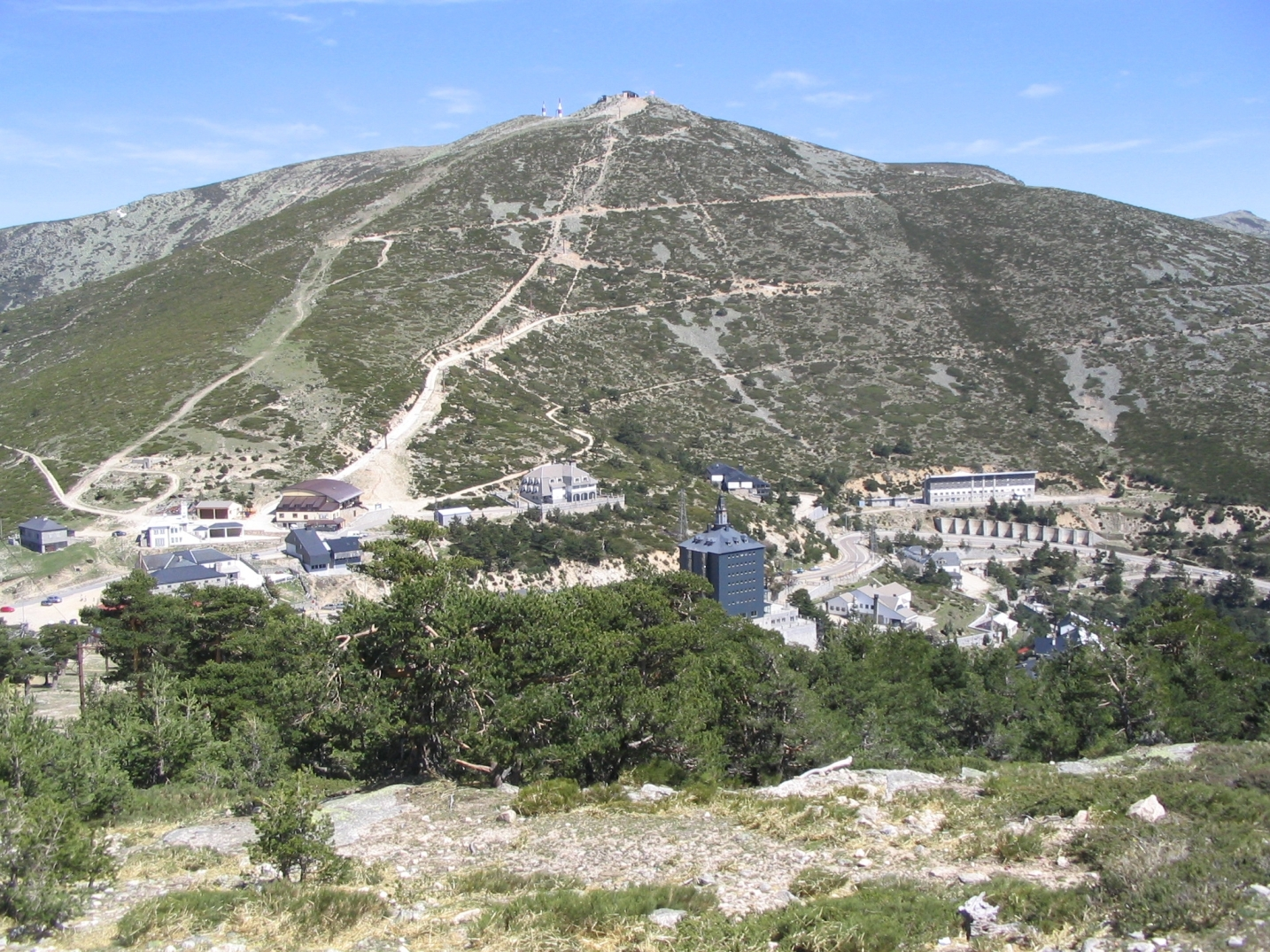
Puerto de Navacerrada con la seggiovia di Guarramillas, aperta nei fine settimana estivi.

Il Puerto de Navacerrada è una stazione sciistica ed un passo di montagna situato nella Sierra de Guadarrama ad un'altitudine di 1 858 metri. Il passo separa le provincie di Madrid e di Segovia, nel centro della Spagna. Il versante sud (madrileño) appartiene al comune di Cercedilla mentre quello nord (segoviano) al comune di San Ildefonso. Il passo e la stazione invernale sono molto frequentati e sono dotati di alberghi, ristoranti, appartamenti ed una scuola di sci.

## Il passo
Il passo è il più alto della Sierra de Guadarrama ed uno dei più alti di tutta la Spagna. È uno dei più transitati della catena e separa la montagne Siete Picos (a ovest) e Bola del Mundo (a est). A nord si trova la valle de Valsaín, mentre al sud la valle de Navalmedio.
Il passo fu progettato nel 1778 dall'architetto reale Juan de Villanueva, e fu aperto al traffico solo dieci anni più tardi, durante il regno di Carlo IV. Per attraversarlo bisognava pagare un pedaggio, e fu un passaggio abituale per re e ministri che attraversavano le montagne diretti a La Granja de San Ildefonso, facendo tappa presso la Fonda Real. Nei primi anni veniva chiamato "Puerto de Manzanares".
Il passo è attraversato dalla strada autonomica M-601 (nella Comunità di Madrid) o CL-601 (in Castiglia e León), che unisce Collado Villalba con Segovia. Dal passo stesso inizia un'altra strada autonomica, la M-604, che porta ai paesi della Valle del Lozoya, passando per il Puerto de Cotos.
L'ultimo tratto di strada partendo da sud, dall'intersezione tra la M-601 e la M-607, inizia a 1300 m di altitudine approssimativamente e sale di 560 metri al passo in circa 7 km con una pendenza media dell'8%.

## Stazione sciistica
È una piccola stazione sciistica situata al confine tra le provincie di Madrid e Segovia le cui piste si snodano nelle boscose valli di Valsaín e Navalmedio.
Vi sono due zone differenziate per lo sci:
- Zona per principianti, con piste più facili e climaticamente riparata, ideale per il primo approccio allo sci. È situata sul lato ovest del passo e le piste si trovano in un bosco di pino silvestre. Alcune delle piste e degli impianti si trovano in provincia di Segovia. C'è anche una piccola pista per le slitte.
- Zona per sciatori esperti, con piste nere e rosse di maggior difficoltà, destinata agli sciatori più esigenti. È situata sul lato est del passo e le piste si snodano per zone di arbusti tappezzanti come il citiso ed il ginepro. Alcune delle piste e degli impianti si trovano in provincia di Segovia. La seggiovia di Guarramillas rimane aperta nei fine settimana in primavera, estate ed autunno, per fini turistici.

### Servizi

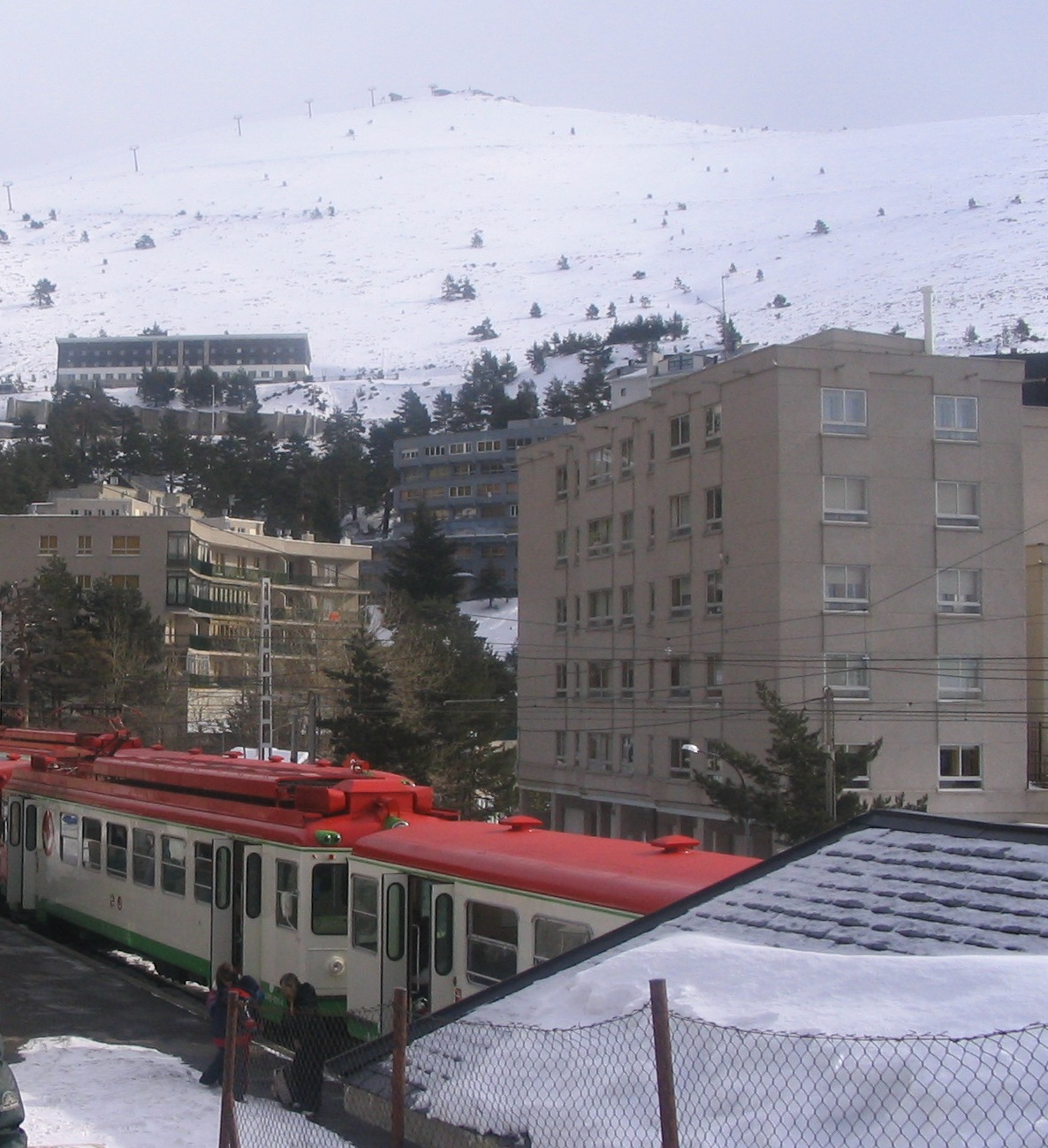
Stazione di Puerto de Navacerrada, appartenente alla Linea C9 di Cercanías di Madrid.

Molto frequentata da parte degli appassionati della comunità di Madrid, soprattutto nei fine settimana, è dotata di una stazione ferroviaria, appartenente alla Linea C9 di Cercanías di Madrid. C'è un grande parcheggio per veicoli che spesso si satura nei giorni festivi invernali.
Possiede anche una scuola di sci, ristoranti, bar, alberghi, una residenza militare, una chiesa, un centro medico ed è servita da autobus. Tutte queste costruzioni costituiscono una piccola città alpina, che è la più alta della comunità di Madrid, totalmente compresa nel versante madrileño ed organizzata intorno alla strada M-601. Sulle piste è presente un sistema di innevamento artificiale, ma di scarsa copertura, nella zona del bosco.

## Clima
Il clima del puerto de Navacerrada è il clima di montagna con notevoli influenze del clima mediterraneo continentale dovuto alle scarse precipitazioni estive. Le nevicate sono abbondanti da novembre ad aprile.
| Puerto de Navacerrada (1.858 m) | Mesi | Mesi | Mesi | Mesi | Mesi | Mesi | Mesi | Mesi | Mesi | Mesi | Mesi | Mesi | Stagioni | Stagioni | Stagioni | Stagioni | Anno  |
| Puerto de Navacerrada (1.858 m) | Gen  | Feb  | Mar  | Apr  | Mag  | Giu  | Lug  | Ago  | Set  | Ott  | Nov  | Dic  | Inv      | Pri      | Est      | Aut      | Anno  |
| ------------------------------- | ---- | ---- | ---- | ---- | ---- | ---- | ---- | ---- | ---- | ---- | ---- | ---- | -------- | -------- | -------- | -------- | ----- |
| T. max. media (°C)              | 2,0  | 2,5  | 4,7  | 5,7  | 10,2 | 16,3 | 21,2 | 21,2 | 16,6 | 9,8  | 5,4  | 3,2  | 2,6      | 6,9      | 19,6     | 10,6     | 9,9   |
| T. media (°C)                   | −0,6 | −0,2 | 1,5  | 2,5  | 6,5  | 11,9 | 16,2 | 16,3 | 12,4 | 6,7  | 2,8  | 0,7  | 0,0      | 3,5      | 14,8     | 7,3      | 6,4   |
| T. min. media (°C)              | −3,1 | −2,9 | −1,7 | −0,8 | 2,8  | 7,5  | 11,3 | 11,3 | 8,2  | 3,6  | 0,2  | −1,7 | −2,6     | 0,1      | 10,0     | 4,0      | 2,9   |
| Precipitazioni (mm)             | 141  | 116  | 92   | 138  | 142  | 71   | 33   | 24   | 63   | 143  | 186  | 176  | 433      | 372      | 128      | 392      | 1 325 |
| Giorni di pioggia               | 12   | 11   | 10   | 13   | 13   | 8    | 4    | 3    | 7    | 11   | 12   | 13   | 36       | 36       | 15       | 30       | 117   |
| Giorni di neve                  | 13   | 12   | 11   | 13   | 5    | 1    | 0    | 0    | 1    | 6    | 15   | 22   | 47       | 29       | 1        | 22       | 99    |
| Giorni di nebbia                | 6    | 4    | 2    | 4    | 4    | 2    | 1    | 1    | 3    | 4    | 6    | 7    | 17       | 10       | 4        | 13       | 44    |
| Umidità relativa media (%)      | 82   | 83   | 78   | 81   | 76   | 66   | 54   | 54   | 65   | 81   | 83   | 83   | 82,7     | 78,3     | 58       | 76,3     | 73,8  |